# Dottrina Sinatra

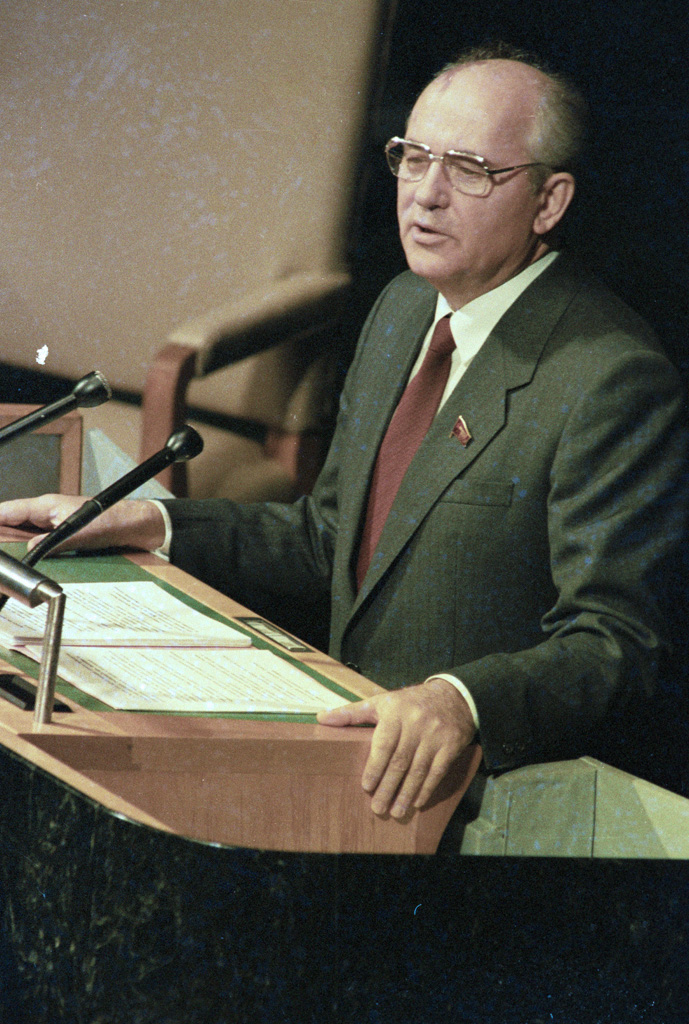
Michail Gorbačëv parla all'Assemblea generale delle Nazioni Unite nel dicembre 1988

Dottrina Sinatra fu il nome che Gennadij Gerasimov, capo del Dipartimento informazione del ministero degli esteri sovietico, usò scherzosamente per descrivere la politica estera del governo di Michail Gorbačëv di non ingerenza negli affari interni delle nazioni alleate del Patto di Varsavia.

## Storia
Questa dottrina venne così chiamata per via della canzone di Frank Sinatra My Way ("A modo mio"), perché permise a queste nazioni di fare a modo loro, in contrasto alla precedente dottrina Brežnev, che era stata usata per giustificare l'invasione della Cecoslovacchia nel 1968 oltre a quella dell'Afghanistan (non appartenente al Patto) nel 1979.
L'espressione venne coniata a posteriori il 7 settembre 1989 da Gennadij Gerasimov, che aveva una reputazione di persona scherzosa. Partecipando a un dibattito su Dialogo Est Ovest. Un cammino per la pace, in programma alla democristiana Festa nazionale dell'amicizia con il consulente del Dipartimento di Stato americano Edward Luttwak e il giornalista Arrigo Levi, Gerasimov affermò: «Oggi in Unione Sovietica abbiamo sostituito la dottrina Brežnev, che non esiste più e forse non è mai esistita, con la dottrina Frank Sinatra, dal titolo di una sua famosa canzone, ognuno ha una sua strada. Credo infatti che oggi ogni paese dell'Est abbia la sua strada».

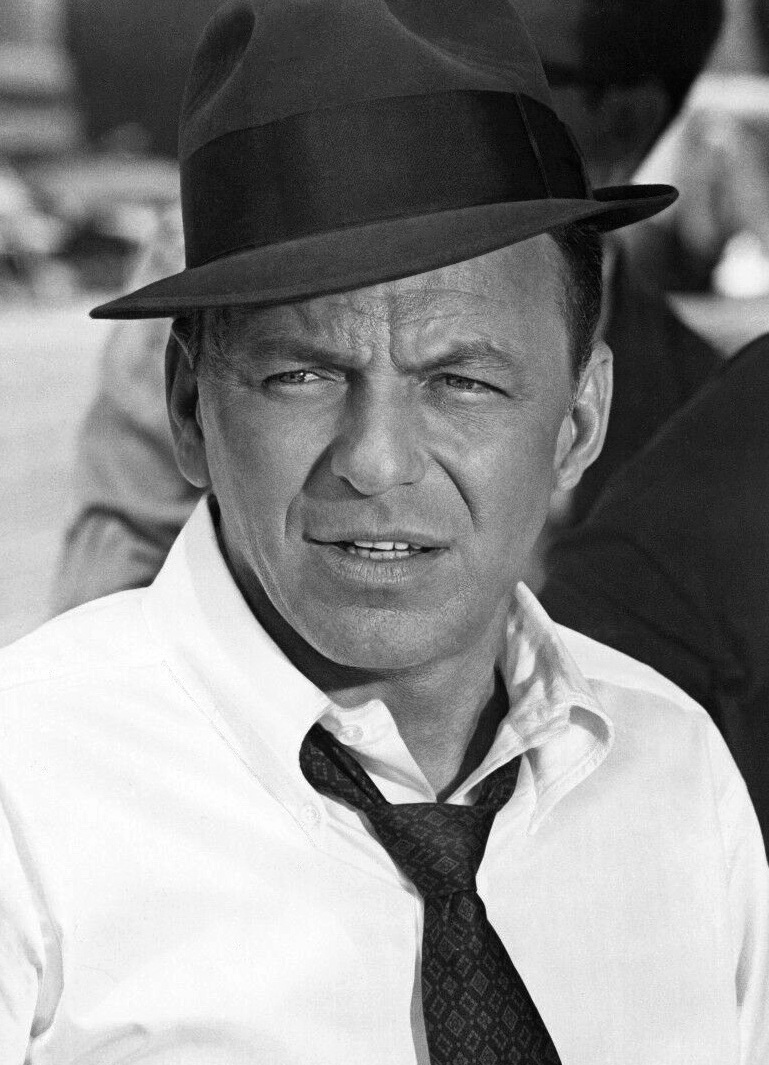
Frank Sinatra nel 1967, due anni prima dell'uscita di My Way

Il 25 ottobre successivo lo stesso Gerasimov apparve nel popolare programma televisivo statunitense Good Morning America per discutere su un discorso fatto due giorni prima dal ministro degli esteri Eduard Shevardnadze, nel quale questi aveva detto che i sovietici riconoscevano la libertà di scelta di tutte le nazioni (includendo specificatamente anche gli stati del Patto di Varsavia). Gerasimov disse all'intervistatore che «Noi ora abbiamo la dottrina Frank Sinatra. Lui ha una canzone, 'I Did It My Way'. Così ogni nazione decide da sé che strada prendere». Quando gli venne chiesto se questo comprendeva il fatto che Mosca avrebbe accettato l'allontanamento dalla tutela politica sovietica dei paesi del "blocco", egli rispose: «Sicuramente... le strutture politiche devono essere decise dalle persone che vivono in quei paesi».
La "dottrina Sinatra" è stata vista in definitiva come il permesso accordato da Mosca ai suoi alleati di decidere come meglio autoriformarsi in senso democratico. In effetti, questa era già da qualche tempo la politica sovietica; già il 5 luglio 1988 Gorbacëv e Károly Grósz, segretario generale del PC ungherese, avevano convenuto che i rapporti URSS-Ungheria andavano reimpostati secondo i principi di «non ingerenza, assistenza reciproca, indipendenza e comune responsabilità verso i destini storici del socialismo». Il 7 dicembre successivo all'Assemblea generale delle Nazioni Unite a sorpresa Gorbacëv annuncia che avrebbe dato un taglio drastico all'Armata Rossa e avrebbe ritirato buona parte delle truppe dai Paesi dell'Est europeo entro il 1991.
Nel febbraio 1989, durante un giro elettorale in Ucraina, Gorbacëv incoraggerà pubblicamente i paesi alleati a proseguire nella propria ricerca autonoma di soluzioni politiche: «Oggi molti Paesi socialisti stanno cercando le forme del passaggio a una qualità nuova della loro vita e al consolidamento della società sulla base dello sviluppo del potenziale della democrazia socialista». Da qui «i principi che devono reggere questo nuovo sistema di relazioni inter-comunista: L'indipendenza, l'uguaglianza completa, la non-interferenza assoluta, la correzione di deformazioni e sbagli legati al passato della storia del socialismo».

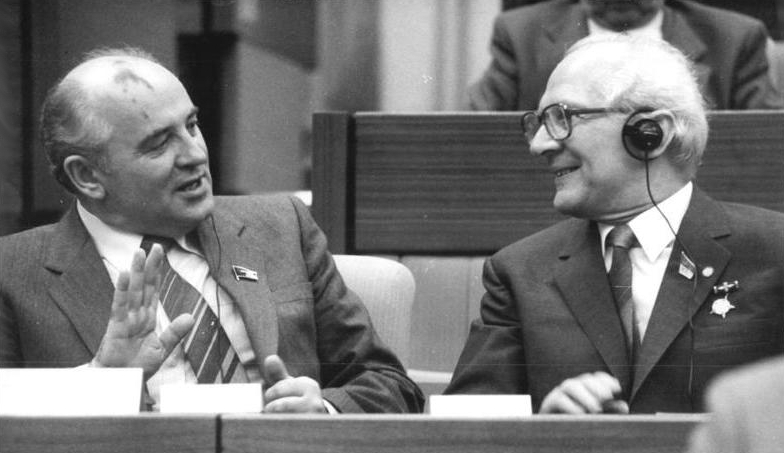
Gorbačëv con Erich Honecker, costretto alle dimissioni dalla guida della SED dall'effetto innescato dalla "dottrina Sinatra"

Sarà però a fine maggio che Gorbacëv sancirà definitivamente la nuova politica estera parlando al nuovo Congresso dei deputati del popolo dell'Unione Sovietica. Viene così deciso che «l'uso della forza in campo internazionale è inammissibile, mentre l'Urss intende rispettare la libertà di opzione politica e sociale, escludendo l'ingerenza nelle vicende di qualsiasi Paese, e sottolineando la necessità di deideologizzare i rapporti tra gli Stati. Da oggi, tutte le decisioni significative in politica estera verranno prese solo dopo un aperto dibattito al Soviet».
Il 27 ottobre, al termine di un summit di due giorni nella capitale polacca, il Patto di Varsavia fa propria la politica di non ingerenza e ripudia la guerra fredda. Tuttavia già il 2 maggio 1989 il governo dell'Ungheria aveva aperto i suoi confini con l'Austria, smantellando la cortina di ferro, e non faceva niente per impedire l'esodo di migliaia di tedeschi dell'est verso l'Austria (e da lì in Germania Ovest).
Il 12 settembre 1989 si era insediato in Polonia il primo governo non-comunista dal 1948. Quando il 18 ottobre Erich Honecker si dimette dopo 18 anni da segretario generale del partito egemonico della Germania Est a favore di Egon Krenz e il 9 novembre vengono aperti i primi varchi nel Muro di Berlino, la dottrina Sinatra dimostrerà di avere un effetto travolgente in tutto il blocco socialista avviato così a una rapida conversione a regimi pluralisti a economia capitalista.